# Apple Card

Logo von Apple Card

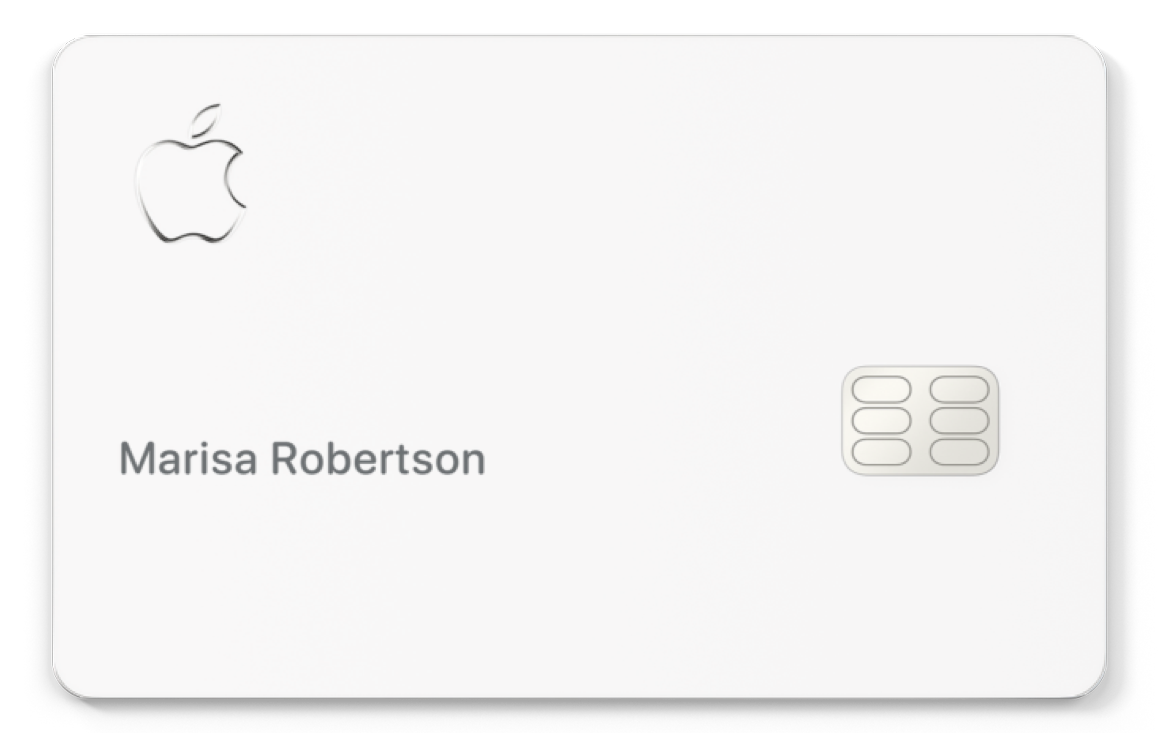
Beispiel einer Apple Card

Apple Card ist eine von Apple für den Gebrauch von Apple Pay entwickelte Kreditkarte. Die Karte wurde am 25. März 2019 während des Apple Special Event von Tim Cook der Öffentlichkeit vorgestellt und ist seit August 2019 in den Vereinigten Staaten erhältlich. Partner von Apple sind für diese Dienstleistung Goldman Sachs und Mastercard.

## Eigenschaften
Apple verlangt mit seiner Kreditkarte keine Gebühren für verspätete Bezahlung, für Auslandsüberweisungen, Überziehen der Karte oder monatliche Gebühren. Apple wird die Apple Card zusammen mit Goldman Sachs herausgeben sowie mit Mastercard zusammenarbeiten, sodass die Nutzer das Netzwerk von Mastercard für Bezahlungen und Abhebungen nutzen können. Die Karte besitzt ein Belohnungssystem, welches bei Zahlungen von Apple-Produkten und Diensten 3 %, bei Zahlungen über Apple Pay 2 % und bei Benutzen der physischen Karte 1 % des Kaufpreises rückerstattet. Belohnungen werden täglich zu der Apple Card hinzugefügt und können dann für Zahlungen genutzt werden.
Die von Goldman Sachs erhobenen Zinsen sind laut Medienberichten geringer als bei bisherigen Kreditkarten, weshalb Verhandlungen mit anderen Banken, darunter Barclays, Citigroup und JPMorgan Chase, nicht erfolgreich verliefen. Der verantwortliche Projektleiter bei Goldman Sachs, Omer Ismail, sagte zudem, es gehe bei dem Modell um eine langfristige Kundenbindung und darum, „Fuß in einem neuen Markt zu fassen“.
Eine einmalige Kartennummer wird für jedes Gerät erstellt und in dessen Sicherheitsbereich gespeichert, ein spezieller Computerchip, der von Apple Pay genutzt wird. Bei jeder Bezahlung wird ein einmaliger „dynamischer Sicherheitscode“ erstellt, welcher durch die biometrischen Authentifizierungsmethoden Face ID oder Touch ID seine Gültigkeit erhält. Dadurch, dass für den Bezahlvorgang ausschließlich Nummern verwendet werden, kann Apple keine Informationen über die Transaktionen erfahren. Die Zwei-Faktor-Authentifizierung muss für den iCloud-Account, der für Apple Card genutzt werden soll, aktiviert sein, um eine Karte zu beantragen und nutzen zu können, da jede Transaktion so freigegeben werden muss.
Apple hat eine Karte aus Titan für das Bezahlen in Läden, die noch keine kontaktlose Bezahlung unterstützen. Auf der Karte befinden sich weder Kreditkartennummer, Kartenprüfnummer, PIN, Ablaufdatum noch Unterschrift. Diese Daten können nur durch die Apple Wallet App abgerufen werden.
Im April 2023 kündigt Apple erstmals ein Sparbuch an, bei welchem in den USA lebende Nutzer der Apple Card einen Zins in Höhe von 4,15 % bis zu einem Guthaben von 250.000 US-Dollar erhalten.

## Reaktionen in Deutschland
Die Frankfurter Allgemeine Zeitung bezeichnete den Schritt von Apple, Apple Card einzuführen, als „nächste[n] logische[n] Schritt“ nach der Einführung von Apple Pay, zum einen, um dem Nutzer „ein Nutzungserlebnis aus einer Hand“ anbieten zu können, zum anderen, da die deutschen Kreditinstitute bisher eher zögerlich Apple Pay eingeführt hätten.
Das Nachrichtenmagazin Der Spiegel nannte das Angebot den „Höhepunkt der Veranstaltung“.
Die Süddeutsche Zeitung hingegen wertete die Einführung nur als Versuch Apples, die Kunden weiterhin und stärker an sich zu binden, ohne dass die Kreditkarte einen nennenswerten Vorteil gegenüber anderen bieten würde, bei verschiedenen Anbietern sei sogar der Cashback höher als das, was Apple seinen Nutzern anbieten will. Auch sei bisher unklar, woran und wie viel Apple an der Karte verdiene und wie die Verträge zwischen Apple und Goldman Sachs aussähen.

## Kritik
Im November 2019 wurden Vorwürfe bekannt, Goldman Sachs diskriminiere in Bezug auf die Apple Card Frauen, indem ihnen – bei vergleichbarer Bonität – systematisch niedrigere Kreditrahmen als Männern gewährt würden. Apple-Mitbegründer Steve Wozniak berichtete, sein Kreditrahmen sei das Zehnfache dessen, was die Bank seiner Partnerin eingeräumt habe – obwohl sie ihr Vermögen teilten. Goldman Sachs wies die Vorwürfe zurück. Laut Reuters ermittelt inzwischen die New Yorker Finanzaufsicht (NYSDFS):

“Any algorithm that intentionally or not results in discriminatory treatment of women or any other protected class violates New York law.”